# Premiul Asociației Criticilor de Film pentru cel mai bun film de comedie
Premiul Asociației Criticilor de Film pentru cel mai bun film de comedie (în engleză Critics' Choice Movie Award for Best Comedy) este acordat anual de Asociația Criticilor de Film (în engleză Critics Choice Association) din 2005.

## Câștigători și nominalizări

### Anii 2000
| An   | Film                      | Regizor(i)                        |
| ---- | ------------------------- | --------------------------------- |
| 2005 | The 40-Year-Old Virgin    | Judd Apatow                       |
| 2005 | Kiss Kiss Bang Bang       | Shane Black                       |
| 2005 | Mrs Henderson Presents    | Stephen Frears                    |
| 2005 | The Producers             | Susan Stroman                     |
| 2005 | Wedding Crashers          | David Dobkin                      |
| 2006 | Borat                     | Larry Charles                     |
| 2006 | The Devil Wears Prada     | David Frankel                     |
| 2006 | For Your Consideration    | Christopher Guest                 |
| 2006 | Little Miss Sunshine      | Jonathan Dayton and Valerie Faris |
| 2006 | Thank You for Smoking     | Jason Reitman                     |
| 2007 | Juno                      | Jason Reitman                     |
| 2007 | Dan in Real Life          | Peter Hedges                      |
| 2007 | Hairspray                 | Adam Shankman                     |
| 2007 | Knocked Up                | Judd Apatow                       |
| 2007 | Superbad                  | Greg Mottola                      |
| 2008 | Tropic Thunder            | Ben Stiller                       |
| 2008 | Burn After Reading        | Joel Coen and Ethan Coen          |
| 2008 | Forgetting Sarah Marshall | Nicholas Stoller                  |
| 2008 | Role Models               | David Wain                        |
| 2008 | Vicky Cristina Barcelona  | Woody Allen                       |
| 2009 | The Hangover              | Todd Phillips                     |
| 2009 | (500) Days of Summer      | Marc Webb                         |
| 2009 | It's Complicated          | Nancy Meyers                      |
| 2009 | The Proposal              | Anne Fletcher                     |
| 2009 | Zombieland                | Ruben Fleischer                   |

### Anii 2010
| An   | Film                      | Regizor(i)                                |
| ---- | ------------------------- | ----------------------------------------- |
| 2010 | Easy A                    | Will Gluck                                |
| 2010 | Cyrus                     | Jay Duplass and Mark Duplass              |
| 2010 | Date Night                | Shawn Levy                                |
| 2010 | Get Him to the Greek      | Nicholas Stoller                          |
| 2010 | I Love You Phillip Morris | Glenn Ficarra and John Requa              |
| 2010 | The Other Guys            | Adam McKay                                |
| 2011 | Bridesmaids               | Paul Feig                                 |
| 2011 | Crazy, Stupid, Love       | Glenn Ficarra and John Requa              |
| 2011 | Horrible Bosses           | Seth Gordon                               |
| 2011 | Midnight in Paris         | Woody Allen                               |
| 2011 | The Muppets               | James Bobin                               |
| 2012 | Silver Linings Playbook   | David O. Russell                          |
| 2012 | 21 Jump Street            | Phil Lord and Christopher Miller          |
| 2012 | Bernie                    | Richard Linklater                         |
| 2012 | Ted                       | Seth MacFarlane                           |
| 2012 | This Is 40                | Judd Apatow                               |
| 2013 | American Hustle           | David O. Russell                          |
| 2013 | Enough Said               | Nicole Holofcener                         |
| 2013 | The Heat                  | Paul Feig                                 |
| 2013 | This Is the End           | Seth Rogen and Evan Goldberg              |
| 2013 | The Way, Way Back         | Nat Faxon and Jim Rash                    |
| 2013 | The World's End           | Edgar Wright                              |
| 2014 | The Grand Budapest Hotel  | Wes Anderson                              |
| 2014 | 22 Jump Street            | Phil Lord and Christopher Miller          |
| 2014 | Birdman                   | Alejandro G. Iñárritu                     |
| 2014 | St. Vincent               | Theodore Melfi                            |
| 2014 | Top Five                  | Chris Rock                                |
| 2015 | The Big Short             | Adam McKay                                |
| 2015 | Inside Out                | Pete Docter                               |
| 2015 | Joy                       | David O. Russell                          |
| 2015 | Sisters                   | Jason Moore                               |
| 2015 | Spy                       | Paul Feig                                 |
| 2015 | Trainwreck                | Judd Apatow                               |
| 2016 | Deadpool                  | Tim Miller                                |
| 2016 | Central Intelligence      | Rawson Marshall Thurber                   |
| 2016 | Don't Think Twice         | Mike Birbiglia                            |
| 2016 | The Edge of Seventeen     | Kelly Fremon Craig                        |
| 2016 | Hail, Caesar!             | Joel Coen and Ethan Coen                  |
| 2016 | The Nice Guys             | Shane Black                               |
| 2017 | The Big Sick              | Michael Showalter                         |
| 2017 | The Disaster Artist       | James Franco                              |
| 2017 | Girls Trip                | Malcolm D. Lee                            |
| 2017 | I, Tonya                  | Craig Gillespie                           |
| 2017 | Lady Bird                 | Greta Gerwig                              |
| 2018 | Crazy Rich Asians         | Jon M. Chu                                |
| 2018 | Deadpool 2                | David Leitch                              |
| 2018 | The Death of Stalin       | Armando Iannucci                          |
| 2018 | The Favourite             | Yorgos Lanthimos                          |
| 2018 | Game Night                | John Francis Daley and Jonathan Goldstein |
| 2018 | Sorry to Bother You       | Boots Riley                               |
| 2019 | Dolemite Is My Name       | Craig Brewer                              |
| 2019 | Booksmart                 | Olivia Wilde                              |
| 2019 | The Farewell              | Lulu Wang                                 |
| 2019 | Jojo Rabbit               | Taika Waititi                             |
| 2019 | Knives Out                | Rian Johnson                              |

### Anii 2020
| An   | Film                                    | Regizor(i)                       |
| ---- | --------------------------------------- | -------------------------------- |
| 2020 | Palm Springs                            | Max Barbakow                     |
| 2020 | Borat Subsequent Moviefilm              | Jason Woliner                    |
| 2020 | The 40-Year-Old Version                 | Radha Blank                      |
| 2020 | The King of Staten Island               | Judd Apatow                      |
| 2020 | On the Rocks                            | Sofia Coppola                    |
| 2020 | The Prom                                | Ryan Murphy                      |
| 2021 | Licorice Pizza                          | Paul Thomas Anderson             |
| 2021 | Barb and Star Go to Vista Del Mar       | Josh Greenbaum                   |
| 2021 | Don't Look Up                           | Adam McKay                       |
| 2021 | Free Guy                                | Shawn Levy                       |
| 2021 | The French Dispatch                     | Wes Anderson                     |
| 2022 | Glass Onion: A Knives Out Mystery       | Rian Johnson                     |
| 2022 | The Banshees of Inisherin               | Martin McDonagh                  |
| 2022 | Bros                                    | Nicholas Stoller                 |
| 2022 | Everything Everywhere All at Once       | Daniel Kwan and Daniel Scheinert |
| 2022 | Triangle of Sadness                     | Ruben Östlund                    |
| 2022 | The Unbearable Weight of Massive Talent | Tom Gormican                     |
| 2023 | Barbie                                  | Greta Gerwig                     |
| 2023 | American Fiction                        | Cord Jefferson                   |
| 2023 | Bottoms                                 | Emma Seligman                    |
| 2023 | The Holdovers                           | Alexander Payne                  |
| 2023 | No Hard Feelings                        | Gene Stupnitsky                  |
| 2023 | Poor Things                             | Yorgos Lanthimos                 |
| 2024 | Deadpool & Wolverine                    | Shawn Levy                       |
| 2024 | Hit Man                                 | Richard Linklater                |
| 2024 | My Old Ass                              | Megan Park                       |
| 2024 | A Real Pain                             | Jesse Eisenberg                  |
| 2024 | Saturday Night                          | Jason Reitman                    |
| 2024 | Thelma                                  | Josh Margolin                    |

## Câștigători de mai multe ori
De 2 ori
- David O. Russell

## Nominalizări multiple
5 nominalizări
- Judd Apatow (o victorie)

3 nominalizări
- Paul Feig (o victorie)
- Shawn Levy
- Adam McKay (o victorie)
- Jason Reitman (o victorie)
- David O. Russell (două victorii)
- Nicholas Stoller

2 nominalizări
- Woody Allen
- Wes Anderson (o victorie)
- Shane Black
- Joel Coen and Ethan Coen
- Glenn Ficarra și John Requa
- Greta Gerwig (o victorie)
- Rian Johnson (o victorie)
- Yorgos Lanthimos
- Richard Linklater
- Phil Lord and Christopher Miller